# Broc Little
Broc Little (ur. 24 marca 1988 w Phoenix) – amerykański hokeista, reprezentant Stanów Zjednoczonych, olimpijczyk.

## Kariera
- Austin Prep (2003-2004)
- Cushing Academy (2004-2007)
- Yale Bulldogs (2007-2011)
- VIK Västerås HK (2011-2012)
- AIK Ishockey (2012-2013)
- Springfield Falcons (2013-2014)
- Iowa Wild (2014)
- Jokerit (2014)
- Linköping HC (2014-2017)
- HC Davos (2017-2018)
- Linköping HC (2018-)

Początkowo grał w lidze USHS. Od 2007 do 2011 przez cztery sezony występował w akademickiej lidze NCAA w barwach zespołu z Uniwersytetu Yale. Został absolwentem tej uczelni. W kwietniu 2011 został zawodnikiem szwedzkiego klubu VIK Västerås HK w lidze Hockeyallsvenskan (drug klasa rozgrywkowa). W kwietniu 2012 przeszedł do innego szwedzkiego zespołu AIK w najwyższych rozgrywkach SHL. W lipcu 2013 został graczem amerykańskiej drużyny Springfield Falcons w lidze AHL. Stamtąd w trakcie sezonu AHL (2013/2014) w styczniu 2014 został wypożyczony do innej drużyny rozgrywek, Iowa Wild, a po rozegraniu jednego meczu w jej barwach, w tym samym miesiącu został przetransferowany do fińskiego klubu Jokerit. W jego barwach dokończył sezon Liiga (2013/2014). W kwietniu 2014 został zawodnikiem szwedzkiego zespołu Linköpings HC. W październiku 2015 przedłużył tam kontrakt o dwa lata. Po trzech sezonach rozegranych dla LHC, w kwietniu 2017 został zaangażowany przez szwajcarski klub HC Davos. W listopadzie tego roku prolongował kontrakt o rok. W maju 2018 ponownie został hokeistą Linköpings HC
W barwach reprezentacji seniorskiej Stanów Zjednoczonych uczestniczył w turnieju zimowych igrzysk olimpijskich 2018.

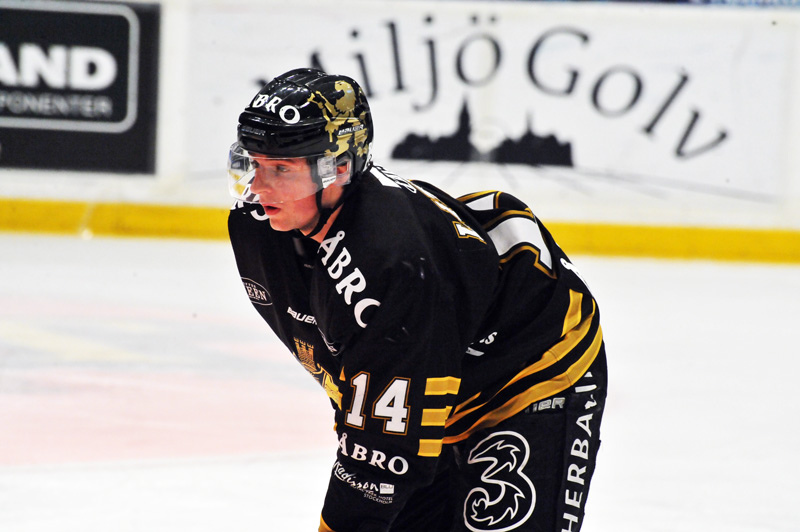
Broc Little w barwach AIK (2013)

## Sukcesy
Klubowe
- Mistrzostwo NCAA (ECAC): 2009 z Yale Bulldogs
- Finał Pucharu Szwajcarii: 2018 z HC Davos

Indywidualne
- NCAA 2007/2008:
  - Skład gwiazd akademików NCAA (ECAC)
- NCAA 2008/2009:
  - Skład gwiazd akademików NCAA (ECAC)
  - Trzeci skład gwiazd NCAA (ECAC)
- NCAA 2009/2010:
  - Drugi skład gwiazd Amerykanów NCAA (East)
  - Pierwszy skład gwiazd NCAA (ECAC)
  - Skład gwiazd D1 NCAA (New England)
- Hockeyallsvenskan (2011/2012):
  - Pierwsze miejsce w klasyfikacji strzelców w sezonie zasadniczym: 35 goli
  - Piąte miejsce w klasyfikacji asystentów w sezonie zasadniczym: 31 asyst
  - Pierwsze miejsce w klasyfikacji kanadyjskiej w sezonie zasadniczym: 66 punktów
  - Pierwsze miejsce w klasyfikacji +/- w sezonie zasadniczym: +27
- Elitserien (2012/2013):
  - Piąte miejsce w klasyfikacji asystentów w sezonie zasadniczym: 30 asyst[13]
  - Piąte miejsce w klasyfikacji kanadyjskiej w sezonie zasadniczym: 46 punktów[14]
- Svenska hockeyligan (2014/2015):
  - Pierwsze miejsce w klasyfikacji strzelców w sezonie zasadniczym: 28 goli (Trofeum Håkana Looba)[15]
  - Czwarte miejsce w klasyfikacji kanadyjskiej w sezonie zasadniczym: 47 punktów[16]
  - Szóste miejsce w klasyfikacji strzelców w fazie play-off: 5 goli[17]
  - Drugie miejsce w klasyfikacji asystentów w fazie play-off: 9 asyst[18]
  - Drugie miejsce w klasyfikacji kanadyjskiej w sezonie zasadniczym: 14 punktów[19]
- Svenska hockeyligan (2015/2016):
  - Drugie miejsce w klasyfikacji strzelców w sezonie zasadniczym: 21 goli[20]
- Svenska hockeyligan (2016/2017):
  - Piąte miejsce w klasyfikacji strzelców w sezonie zasadniczym: 19 goli[21]
  - Drugie miejsce w klasyfikacji asystentów w sezonie zasadniczym: 34 asysty[22]
  - Drugie miejsce w klasyfikacji kanadyjskiej w sezonie zasadniczym: 53 punkty[23]
- Hokejowa Liga Mistrzów (2014/2015):
  - Drugie miejsce w klasyfikacji strzelców w sezonie zasadniczym: 6 goli
- National League (2017/2018):
  - Piąte miejsce w klasyfikacji strzelców w sezonie zasadniczym: 21 goli[24]
- Svenska hockeyligan (2018/2019):
  - Siódme miejsce w klasyfikacji strzelców w sezonie zasadniczym: 17 goli[25]
- Svenska hockeyligan (2019/2020):
  - Pierwsze miejsce w klasyfikacji strzelców w sezonie zasadniczym: 24 gole (Trofeum Håkana Looba)[26]
  - Piąte miejsce w klasyfikacji kanadyjskiej w sezonie zasadniczym: 45 punktów[27]